# Taractes
Taractes is een geslacht van straalvinnige vissen uit de familie van zilvervissen (Bramidae). Het geslacht is voor het eerst wetenschappelijk beschreven in 1843 door Lowe.

## Soorten
- Taractes asper (Lowe, 1843)
- Taractes rubescens (Jordan & Evermann, 1887)